# Herta Lindner

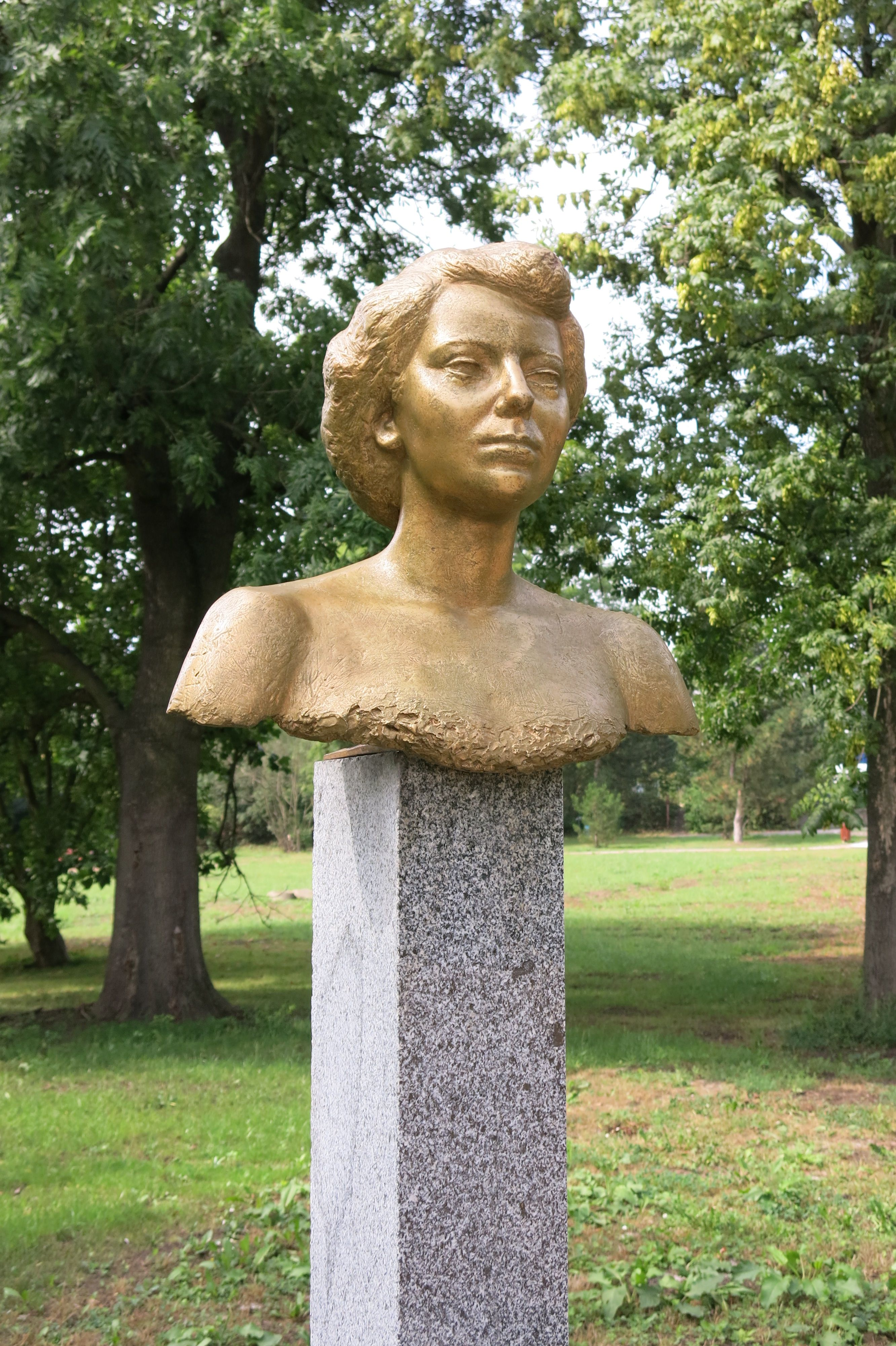
Herta Lindner

Herta Lindner (* 3. November 1920 in Mariaschein, Tschechoslowakei; † 29. März 1943 in Berlin-Plötzensee) war eine deutsch-böhmische antifaschistische Widerstandskämpferin.

## Leben
Die Bergmannstochter wuchs im damals zur Tschechoslowakischen Republik gehörenden Sudetenland auf und trat mit neun Jahren der sozialistischen Kinderorganisation „Falken“ bei. 1937 war sie Mitbegründerin und Vorsitzende der Ortsgruppe Mariaschein des „Deutschen Jugendbundes“, einer Ersatzorganisation für den verbotenen Kommunistischen Jugendverband, der für Verständigung zwischen Deutschen und Tschechen eintrat. 1938 tauchte sie unter und arbeitete ab 1939 als  Verkäuferin in Dresden. Ab Februar 1941 arbeitete sie wieder in einem Lebensmittelgeschäft in der heute zu Teplice gehörenden Stadt Turn, auch um der kranken Mutter Hilfe geben zu können.
Mit dem im Jahr 1940 schrittweise entstandenen Kletterklub „Lindenbrüder Hohenstein“ war Herta zwischen Frühjahr und Herbst 1941 auf Wander- und Klettertouren unterwegs.
Am 27. November 1941 wurde sie verhaftet. Auch ihr Vater wurde festgenommen. Ein Jahr verbrachten sie in Most in Untersuchungshaft, dann wurden beide nach Berlin gebracht. Am 23. November 1942 wurde sie mit mehreren Mitangeklagten wegen Herstellung und Weitergabe von Schriften, wegen Feindbegünstigung und organisatorischer Vorbereitung wegen Hochverrat zum Tode verurteilt.
Auch ihr Vater wurde in einem Prozess zum Tode verurteilt und vierzehn Tage nach dem Tod seiner Tochter hingerichtet.

## Ehrungen
Ein Zubringertrawler mit der Fischereikennnummer ROS 405 der „Artur Becker“-Baureihe erhielt ihren Namen. In Dresden erinnert die Hertha-Lindner-Straße (Vorname falsch geschrieben) an sie. Auch Arbeitsbrigaden trugen ihren Namen, so die Jugendbrigade im VEB Eisen- und Hüttenwerk Thale.
Auch der VEB Vereinigte Hausschuhwerke Hartha Werk Großharthau und die dazu gehörige Berufsschule in Großharthau erhielten ihren Namen. Noch heute ist ein Gedenkstein am ehemaligen Werkgelände aufgestellt.